# Gorni Domljan
Gorni Domljan (bulgariska: Горни Домлян) är ett distrikt i Bulgarien.   Det ligger i kommunen Obsjtina Karlovo och regionen Plovdiv, i den centrala delen av landet, 130 km öster om huvudstaden Sofia.
Omgivningarna runt Gorni Domljan är en mosaik av jordbruksmark och naturlig växtlighet. Runt Gorni Domljan är det ganska tätbefolkat, med 58 invånare per kvadratkilometer.